# Mohedas de Granadilla
Mohedas de Granadilla ist ein westspanisches Dorf und eine Gemeinde (municipio) mit 850 Einwohnern (Stand: 2024) in der Provinz Cáceres im Norden der autonomen Region Extremadura. 

## Lage und Klima
Mohedas de Granadilla liegt in einem Teil des Iberischen Gebirges, in einer Höhe von ca. 450 m. Der Río Alagón begrenzt die Gemeinde im Osten und wird hier zur Embalse de Gabriel y Galán. Die Entfernung nach Cáceres beträgt etwa 90 km (Fahrtstrecke) in südsüdwestlicher Richtung. Das Klima ist gemäßigt; Regen (803 mm/Jahr) fällt hauptsächlich im Winterhalbjahr.

## Bevölkerungsentwicklung
| Jahr      | 1970 | 1981 | 1991 | 2001 | 2011 | 2021 |
| Einwohner | 1395 | 1402 | 1128 | 1115 | 970  | 878  |

## Sehenswürdigkeiten

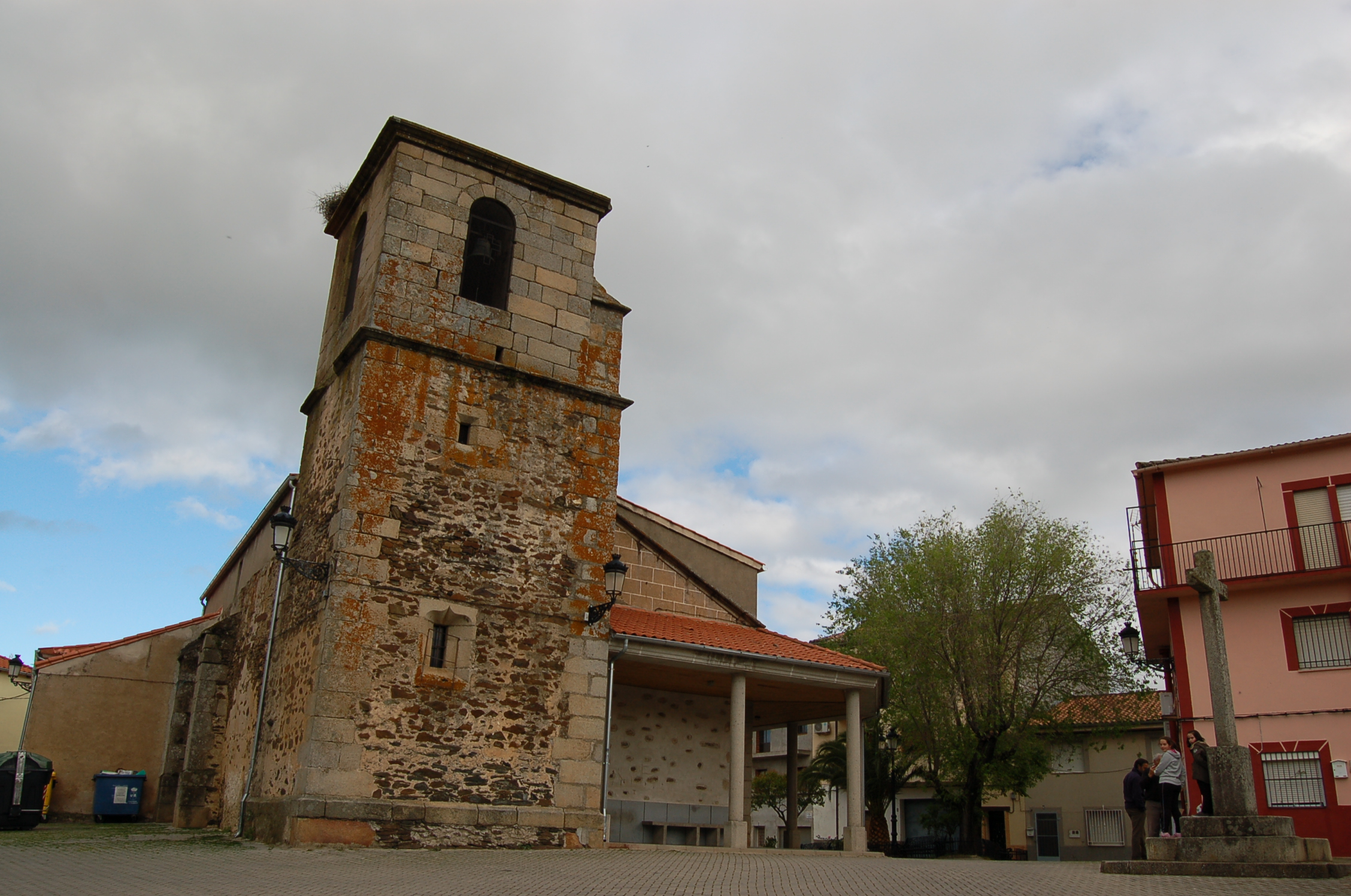
Kirche San Ildefonso
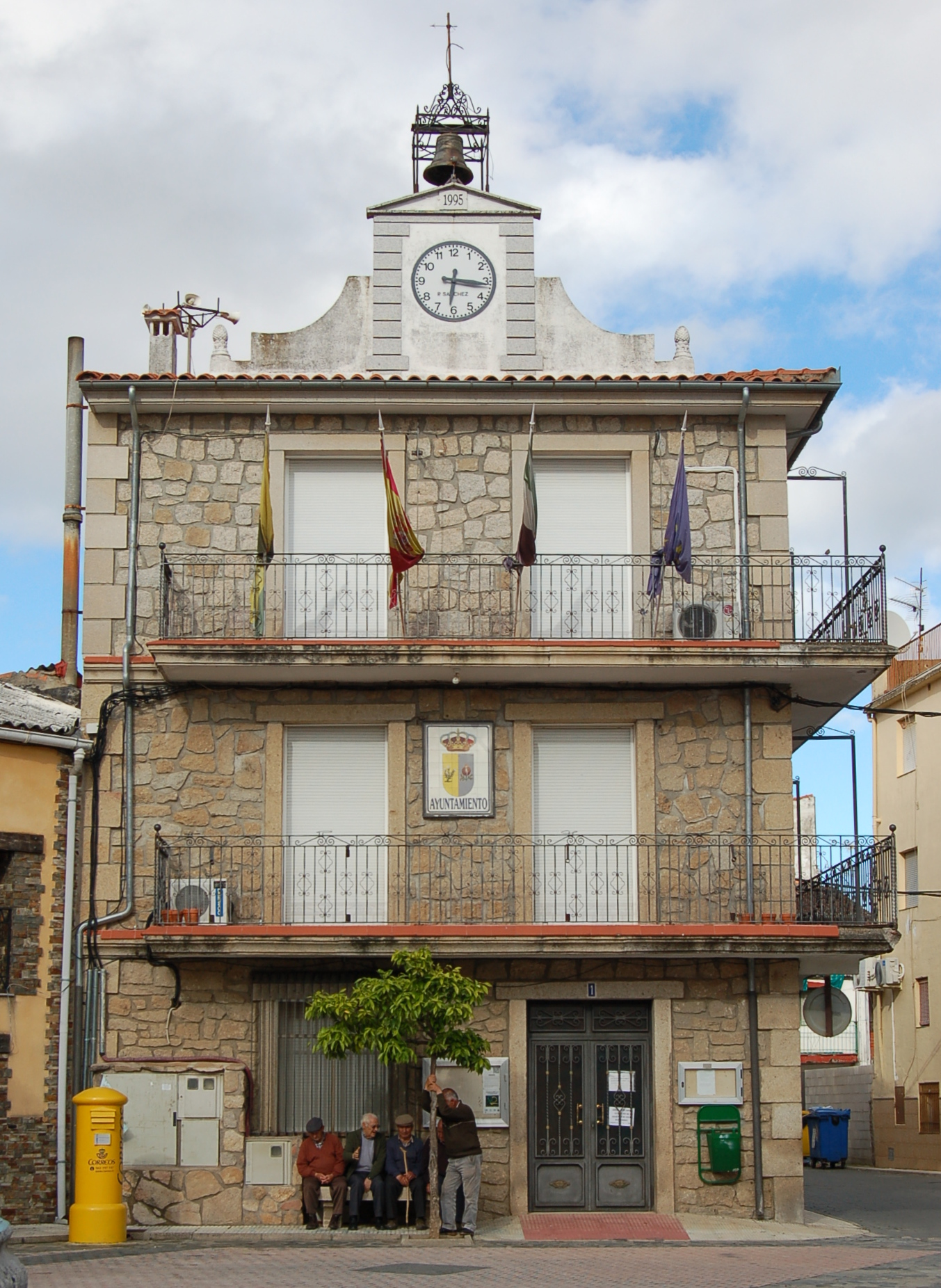
Rathaus

- Kirche San Ildefonso
- Rathaus